# 我孫子市立我孫子中学校
我孫子市立我孫子中学校（あびこしりつ あびこちゅうがっこう）は、千葉県我孫子市高野山にある公立中学校。通称は「我孫中」（あびちゅう）。

## 概要
我孫子市でも歴史が古い中学校である。天王台駅及び東我孫子駅から歩いて15分のところにある。また、正門前は国道356号線が通っており、我孫子自動車教習所が道路を挟んで隣にある。
生徒数は約1,000名のいわゆるマンモス校。過去には1学年10クラスを超え、県内一の生徒数だったが、ここ数年でクラス数は1学年7,8クラスになるなど少子化の影響を受けて生徒数は減少傾向にあった。しかし、2006年度においては1学年10クラスに回復し、社会的に少子化が進行する中、多くの生徒を抱える中学校である。生徒数が回復した理由としては、学区範囲が広いこと、天王台駅周辺などを中心にマンションが増えていることなどがあげられる。1960〜1985年くらいまでは特別棟も教室として使われ、14クラスまであった。さらに、学級数が教室を上回って足りない時には、移動教室などで空いている教室を活用し、うまく調整をした。これを行っても教室が足りない場合は、武道場を2クラス分使ったり、体育館の空きスペースを使用したり、予め前日までに決めておいたクラスは、公民館などで授業を受けることがあった。また、近くの保育園の1部屋を借りて授業を受けたこともあった。

## 校風

### 三大伝統
古くから伝えられる三大伝統なるものが存在する。白山中学校にも同じ三大伝統が受け継がれていることから、分校前から受け継がれてきたものと考えられる。
歌声
1学期に歌声交歓会、2学期に歌声コンクールなどが行われている。朝の会、帰りの会などで各クラスから歌声練習の声が聞こえる。また、総合的な学習の時間や学級活動の時間を合唱練習などにあてることがある。また2022年度から歌声コンクールから合唱コンクールに名称を変更した。理由としては歌声という類は総合的なものに対していうが、合唱という言葉はみんなで合わせるもの。という意味合いから。
挨拶
挨拶運動を行うなど、元気な挨拶も当校の伝統の一つである。
清掃
長期休暇中や、大雨や台風、大量の落ち葉があるときなどは、各部活動が自主的に清掃活動を行っている。

### 冬季トレーニング
冬場に入ると完全下校時間が早くなり、最も早い時期で16時30分となる。そのため、主に運動部系の部活動は部活動時間の延長を申請する場合が多い。学校側としては、生徒の安全面などでの懸念があるため、大会などが近い場合のみ延長が許可されることが多い。しかし、体力低下などが懸念されるため、学校全体で冬季トレーニングを行うようになった。
事前に生徒に通知され、参加する生徒は申し込み用紙に記入し提出する。例年多くの生徒が参加しており、運動部、文化部、無所属問わず参加することができる。
当然ながら、終了後は暗くなるため、女子生徒は保護者による迎えが条件となり、男子生徒よりも早く終了する。主なメニューは準備体操を含めたランニングなど。決められたカリキュラムに沿って行う。

### その他
- 千葉県内でも珍しい学生帽着帽校であったが、生徒会に対する生徒からの要望で話し合いが進められ、2005年度より学生帽の着用が自由化となった。現在は学生帽を被る生徒はいない。
- 現在の我孫子中学校の制服は、2020年度に計画・開発されたものである。胸元のマークは全校生徒から募集をし、中央委員や生徒会の議論のもとで決定した。実際に導入された年は2021年度からであり、70年以上使われてきた制服に幕を閉じた。しかし、令和7年までは旧制服の着用が可能なため、現在の学校内は様々なパターンの制服の生徒が多い。多様性を重視したデザインなため、スラックス、スカートの選択ができる。また、2022年度からは、夏服や冬服の移行期間がなくなり、気温によって自分で選べるようになった。
- 現在の体育着は2002年度から採用されたものであるが、学校用ジャージとしては珍しいボックス型オープンシャツが採用されている。この変更に際しては全校生徒から配色案を募り、各クラスや学年での審査を経て数デザインに絞り、最終的に全校生徒の投票で選ばれたものを採用した。学校側はトリコロールとしている。
- 学校より2km以上の距離に住む生徒に対しては許可制で自転車通学が認められている。学年及び特別許可区別にヘルメットに色違いのテープと校章を貼る。学区には非常に交通量の多い道路が多く存在するため、校内規則に違反する者へは5段階の利用期間停止があり、最終的には自転車通学の禁止となるなど、生徒指導部の指導が比較的厳しく、通学路上での抜き打ちチェックが日々行われている。
- 令和７年から新しいジャージになる。従来のものより価格が安く通気性もよい、色は黒地に白と緑のラインが入っている。

## 学区
- 小学校
  - 我孫子市立我孫子第一小学校
  - 我孫子市立我孫子第二小学校
  - 我孫子市立我孫子第三小学校
  - 我孫子市立並木小学校
  - 我孫子市立高野山小学校
  - 我孫子市立湖北台東小学校
  - 我孫子市立湖北台西小学校

（これは主な小学校で、地域別に見るとさらに別の小学校からも入学するようになっている）
- 地域別

我孫子、並木、つくし野、栄、寿、泉、天王台、高野山、青山、青山台、南青山、柴崎、柴崎台、東我孫子、下ケ戸、中峠、中峠台、都部、岡発戸、岡発戸新田、湖北、湖北台、新木
なお、我孫子市内では中学校の学区が基本的には自由化されており、上記以外から通学することも可能である。また、これ以外にも隣接する取手市や柏市から通学する生徒がいる場合がある。

## 通学
- 通学は、徒歩通学・自転車通学・バス。自転車の置き場は、校庭と正門の横にある。

## 沿革
- 1947年（昭和22年）5月10日 - 第一中学校が我孫子町立第四小学校内に、第二中学校が我孫子町立第二小学校内に開校
- 1949年（昭和24年）3月31日 - 第一・第二中学校を廃止、我孫子町立我孫子中学校を設置（東西両校舎）
- 1950年（昭和25年）5月27日 - 両校舎を併合、現在地に移転
- 1950年（昭和25年）11月 - 校歌制定
- 1961年（昭和36年）9月7日 - 放火により学校消失（6教室が残る）
- 1962年（昭和37年）9月1日 - 新校舎に移転
- 1966年（昭和41年）9月 - JRC加盟
- 1969年（昭和44年）11月1日 - 東葛飾駅伝大会3連勝
- 1970年（昭和45年）11月7日 - 東葛飾駅伝大会4連勝
- 1971年（昭和46年）11月1日 - 東葛飾駅伝大会5連勝
- 1979年（昭和54年）3月31日 - 白山中学校を分離

## 施設・設備

### 校舎
校舎は2棟。正門側が各クラスの教室及び職員室・事務室・印刷室などがある。技術家庭科で使用する教室及び理科室などは、北側の特別棟といわれる建物にある。

### その他
- プール - 夏の水泳授業や水泳部の練習などに使われる。
- 武道場 - 主に剣道部、柔道部の練習場所である他、学年集会などに使われることもある。
- 体育館 - 運動系部活動の他、集会、講演会などに使用される。夏は吹奏楽部の練習場所として使用されており、近年はクリスマスコンサート会場としても使用されている。

### パソコン環境
情報教育が盛んになる以前からコンピュータの整備状況は良く、生徒に対してのインターネット接続環境も公立の中学校としては比較的早期の1999年から提供されている。
校舎内は無線LANによってインターネット環境が整備されており、各教室に無線LANの発信機がある。WEPキーが登録された学校のLANカードなどをノートパソコンに差し込むことにより、インターネットに接続できる。生徒及び教員一人一人にIDとパスワードが用意され、パソコンを使用するには必ずコンピュータ室の一括管理しているコンピュータサーバにログインする必要がある。そのため、大人数で無線LANにアクセスすると、サーバが耐えられなくなり、通信障害を引き起こすことがある。実際に授業中や文化祭などで通信障害が発生するため、改善が図られている。また、体育館などでは電波状態が悪くなり、ログインができないことがある。そのため、個人のノートパソコンにデータを移して対処するといった方法がとられることがある。
備品はノートパソコン、デスクトップパソコン、インクジェットプリンターがそれぞれ１クラス分用意され、コンピュータ室にはLAN接続されたレーザープリンターとインクジェットプリンターが配備されている。無停電電源装置なども配備され、比較的しっかりとした環境を保っている。
プレゼンテーション指導なども多く行われ、特に生徒の研究発表や校外学習などの報告にはパワーポイントによるプレゼンテーションが体育館で行われる。
2018年夏ごろにはパソコンの入れ替えが行われた。これまではWindows 7、セレロンを搭載したデスクトップPCであったが、富士通製、第七世代Uシリーズのi3を搭載したノートパソコンに変わった。

## 部活動
運動部
- 野球部
- サッカー部
- ソフトボール部
- テニス部
- バレーボール部
- バスケットボール部
- 柔道部
- 剣道部
- 卓球部
- 陸上部
- 駅伝部
- 水泳部

文化部
- パソコン部
- 生物科学部
- 家庭科部
- 美術部
- 合唱部
- 吹奏楽部
- 演劇部

各部活動とも盛んに活動が行われており、それぞれが一定のレベルを保っている。また、駅伝部は過去に東葛飾地方中学校駅伝競走大会（東葛駅伝）5連覇などの成績があり、毎年東葛飾駅伝大会駅伝部壮行会が体育館で行われ、全校生徒で応援している。
廃部となった部
- バドミントン部
- 軽音楽部
- 和楽器部
- 書道部

バドミントン部以外は、新校舎（現在の本校舎）が建設される前の校舎内にあったが、新校舎建設により廃部となった。

## 行事
- 歌声交歓会
- 葛南壮行会
- 我孫子中学校同窓会
- 東葛飾駅伝大会駅伝部壮行会
- 生徒総会
- 体育祭
- PTAバザー
- 歌声コンクール
- 百人一首大会
- 予餞会

## 著名な卒業生
- 青木功 - プロゴルファー
- 鷹巣南雄 - プロゴルファー
- 海老原清治 - プロゴルファー
- 飯合肇 - プロゴルファー
- 山田愛里 - 元TBSアナウンサー
- 石塚真一 - 漫画家、『岳』の作者
- 茂木千明 - 芸能事務所代表、音楽プロデューサー、ラジオDJ
- 平井康翔 - 水泳選手
- 大西葵 - プロゴルファー
- 中村敬斗 - U-17サッカー日本代表。当校サッカー部出身ではなく、中学時代は三菱養和SCに所属。